# Tararua (animal)
Tararua es un género de arañas araneomorfas pertenecientes a la familia Agelenidae. Se encuentra en Nueva Zelanda.

## Especies
Según The World Spider Catalog 12.0:
- Tararua celeripes (Urquhart, 1891)
- Tararua clara Forster & Wilton, 1973
- Tararua diversa Forster & Wilton, 1973
- Tararua foordi Forster & Wilton, 1973
- Tararua puna Forster & Wilton, 1973
- Tararua ratuma Forster & Wilton, 1973
- Tararua versuta Forster & Wilton, 1973